# Беслетски мост
Беслетският мост (на грузински: ბესლეთის ხიდი), известен също като Мост на царица Тамара, е средновековен сводест каменен мост близо до град Сухуми, столицата на Абхазия.
Отстои на около 6 километра от центъра на Сухуми, на 3 км от неговите покрайнини. Пътят от столицата започва от село Квемо Бирцха (до него югозападно е с. Беслети), навлиза в съседното с. Абзахва, след центъра на което е мостът.
Самият мост се намира над малката планинска река Беслетка (Басла). Датира от края на ХІІ век.
Дължината му е 35 m (самата арка е 13,3 m), а височината – 8 m. Той е сводов мост, който е сред най-красноречивите примери за дизайн на средновековен мост, популярни по време на царуването на царица Тамара на Грузия (1184-1213).
Гравиран кръст и гръцката буква Τ са оцелели в долната част на левия стълб на моста. Каменна стела с грузински надписи е стояла начело на моста, но е загубена по време на войната в Абхазия в началото на 1990-те години.
В близост до моста има останки на средновековни бойни кули, които свидетелстват за стратегическото значение на местността в древни времена.